# のだこころ
のだ こころ（1992年9月26日 - ）は日本の女優、歌手。福岡県出身。

## 来歴・人物
佐賀県で生まれる。福岡市立高宮中学校、福岡県立筑紫丘高等学校卒業。フェリス女学院大学音楽学部声楽専攻を首席で卒業し、同大学院音楽研究科声楽専攻を修了。
劇団四季『ライオンキング』のヤングナラ役でデビューし、舞台を中心とした俳優活動を開始。
大学で声楽を学び、ソプラノ歌手としてクラシック音楽のコンサート出演や、保育園・幼稚園での演奏など音楽的活動も始める。
合唱ユニットフェリスフラウエンコーアのメンバー。
2020年9月26日、吉本興業所属となった事を自身のブログで発表。
2024年11月、結婚を発表した。

## 出演

### 舞台
- 劇団四季『ライオンキング』福岡公演（2002年7月 - 2003年3月、福岡シティ劇場） - ヤングナラ 役
- ミュージカル『One3』（2003年12月、福岡国際会議場） - シンガーソロ
- 舞台 ニコニコミュージカル『カンタレラ2012〜裏切りの毒薬〜』（2012年3月7日 - 13日、博品館劇場）　- ルクレツィア・ボルジア 役
- kitt『ウィンカーを、美ヶ原へ』（2014年7月、駅前劇場）
- 『舞台おとめ妖怪ざくろ』（2017年1月、全労済ホール スペース・ゼロ） - 主演・ざくろ 役[3]
- 『だいすけお兄さんの世界迷作劇場2017-18』（2017年7月 - 2018年5月）
- 『だいすけお兄さんの世界迷作劇場2018-19』 （2018年7月 -2019年）
- 『だいすけお兄さんの世界迷作劇場2019-20』 （2019年7月 -2020年2月）
- 『横山だいすけ Family Live 2018』（2018年4月）
- 『Family Live 2019 ＠舞浜アンフィシアター 横山だいすけ×小林よしひさ』（2019年8月）
- 『リーディングミュージカル　おばけのアッチ 』（2019年-2020年）- エッちゃん・ねずみのキ役
- 『Family Dream Live 2020　とどけみんなのおうち　From舞浜アンフィシアター』（2020年11月）
- 『だいすけお兄さんの世界迷作劇場クリスマスコンサート』（2021年12月）
- 『GIRLS Reading Aloud 童話シリーズ』朗読劇（2022年2月）

### テレビドラマ
- 『新・警視庁捜査一課9係』（テレビ朝日）
- 『Oh!デビー』（BSスカパー!）
- 『積木くずし　最終章』（フジテレビ）
- 『明治ドラマスペシャル　ずんずん！』（テレビ朝日）2021年4月16日

### テレビ番組
- きんだーてれび 金曜コーナー「きん☆モニ」（こころおねえさん）(2018年10月5日 - 2022年3月、テレビ東京)
- 「THEカラオケ★バトル」  (テレビ東京 2018年8月1日放送)
- 「ネプリーグ」（フジテレビ 2021年2月1日）女子インテリチームで出演
- 「旬なあなたを喜ばせたい！芸能人おもてなしSHOW」（テレビ熊本 2021年3月20日）
- 「きらキャン」（山梨放送 2021年3月27日）
- 「さくらんぼテレサーチ」幸楽苑PR （さくらんぼテレビジョン 2021年4月11日）
- 「ナイトマガジン」幸楽苑PR（テレビ熊本 2021年4月23日）
- 「ビビッとビビる！！土佐遺産でエイガヤナイガ！！」（高知放送　2021年5月20日、5月27日）
- 「真夏のゴリおし！やまがた冷ったいグルメツアー」（山形テレビ　2021年7月21日）[4]
- 「私をキャンプに連れてって２　バイきんぐ西村と行く　山形海キャン三昧！」（山形テレビ　2021年8月18日）[5]
- 「やまがた百景　絶景！湧水の里を行く」（山形テレビ　2021年9月15日）
- 「ようこそ夢の世界へ　生中継！まるごと夜の加茂水族館」（山形テレビ　2021年10月13日）[6]
- 「東北芸術工科大学×山形テレビ　なるほど！やまがたスタディーズ」（山形テレビ　2021年11月3日）[7]
- 「第21回山形ふるさとCM大賞」（山形テレビ　2021年12月）[8]
- 「きらトレ　～ラテンの貴公子　當間ローズが簡単おうち筋トレを伝授！～」（山梨放送　2021年12月25日）
- 「これが冬の極み鍋　目指すは日本海 絶品食材を探せ！」（山形テレビ　2022年1月19日）[9]
- 「私をサウナに連れてって」（テレビ東京　2022年1月6日）
- 「あなたのスタートお祝いします！やまがたモーレツ応援団」ナレーション（山形テレビ　2022年2月9日）
- 「われらラーメン王国　限界突破！こだわりの麺々」（山形テレビ　2022年3月16日）[10]
- 「ぷらぷら生チョコプラ　～生配信しながらロケしちゃいました～」（広島ホームテレビ　2022年3月19日）
- 「ビビる大木もびっくり！　発掘　やまがたの１番」（山形テレビ　2022年４月13日）[11]
- 「山形から世界へ　ものづくりの想い。」（山形テレビ　2022年5月11日）[12]
- 「なんでだろう？山形深ボリ 400年だよ！上山藩ぶらり旅」（山形テレビ　2022年6月8日）[13]
- 「なるほど！ヒストリー 山形お宝大発見！」（山形テレビ　2022年7月20日）[14]
- 「福岡すっぴんツアー!20」（福岡放送　2022年7月31日）
- 「踊る!さんま御殿!!」(日本テレビ、2022年8月30日)

### ウェブテレビ
- クロちゃんとクルーちゃん（2022年4月1日 ‐ 2023年3月31日、ABEMA BOATRACEチャンネル）- ボートレースガールズ
- ABEMA BOATRACE SPACE『クロちゃんとクルーちゃん2nd』（2023年4月7日 ‐ 2024年3月29日、ABEMA BOATRACEチャンネル）- ボートレースガールズ

### テレビアニメ
- 臨死!!江古田ちゃん（TOKYO MX 2019年1月9日・23日・30日・3月13日）- （役名なし）、女子〈ネコ茶〉、猛禽ちゃん 役
- 開運 キンタマーニドッグ (朝日放送、テレビ愛知 2021年）- チンチン役

### アニメ映画
- スプリンパン まえへすすもう!（2020年7月31日公開） - 主演・スプリンパン 役

### ゲーム
- ドラゴンネスト
- レジェンドM
- モバイルレジェンド-ファニー役、カリナ役
- 蒼穹のミストアーク (2018年）歌唱・作詞、同アニメの氷の女王カーラ役、セフィ役にて声優も務める。

### CM
- タウンワーク　合唱商店街編（2013年）
- セブン-イレブン　イタリアンフェア（2022年5月）

### 主なコンサート
- ヤマハ株式会社主催『音楽大学フェスティバルコンサートvol.5』（2014年6月、ヤマハホール）
- 読売新聞社主催『第85回新人演奏会』（2015年5月、東京文化会館大ホール）
- 『のだこころ ライブ＆トーク vol.1』（2021年7月10日、LaughOut渋谷）

## 歌唱
- きんだーてれび（テレビ東京系列） エンディングテーマ曲
- コロムビアキッズ「2019うんどう会1 キッズたいそう～サザエさん一家～」（2019年）
- 金子みすゞ 子どもうたプロジェクト「桃」「空いろの花」「葉っぱの赤ちゃん」（2019年、2020年）
- ラフ＆ピースマザー「こころお姉さんと一緒に歌おう！」（2021年-）
- コロムビアキッズ  エブリバディ まいにちキッズソングス!「あげあげドーナツ」（2022年）